# Friends: The Reunion
"Friends : The Reunion" (Friends: la reunió), també anomenat "The One Where They Get Back Together" (El que es retroben tots), és un episodi especial emés el 2021 de la sèrie de televisió nord- americana Friends. L'episodi és una producció dels co-creadors del programa, Marta Kauffman i David Crane, Kevin S. Bright, el repartiment principal del programa, i Ben Winston (que ha dirigit l'especial). L'episodi, sense guió, fa que els personatges principals retornin als espais de l'espectacle original (com ara els apartaments Friends, la cafeteria Central Perk i la font d’aigua Friends), es reuneixin amb convidats que van aparèixer al programa, així com amb convidats famosos, i tornen a representar episodis més antics de Friends i comparteix imatges entre bastidors.
L'episodi va ser emès el 27 de maig del 2021, a HBO Max.

## Producció
El 12 de novembre del 2019, The Hollywood Reporter va anunciar que la Warner Bros. Television estava desenvolupant una reunió d'amics per a HBO Max que comptaria amb el repartiment sencer i els co-creadors. El 21 de febrer del 2020, WarnerMedia va anunciar que s'havia encarregat un especial per reunir Friends sense guions, amb el retorn de tots els personatges i co-creadors originals.
L'episodi va ser produït pels co-creadors del programa, Kevin S. Bright, Marta Kauffman i David Crane, i el repartiment principal del programa, Jennifer Aniston, Courteney Cox, Lisa Kudrow, Matt LeBlanc, Matthew Perry i David Schwimmer. Ben Winston va dirigir i produir a través de Fulwell 73. Warner Bros. Televisió alternativa i sense guions també va participar en la producció de l'episodi.

### Rodatge
L'episodi es va filmar a Los Angeles, Califòrnia, a l'Escenari 24, també conegut com el "The Friends Stage" (l'escenari de Friends) a Warner BrosStudios, Burbank, on Friends s'havia rodat des de la segona temporada. El rodatge de la reunió va començar l'abril del 2021. El rodatge de l'especial es va retardar dues vegades, primer al març de 2020, i segon a l’agost de 2020, ambdós a causa de la pandèmia COVID-19.
Els segments de l'espectacle d'humor i tertúlies es van filmar davant d'un públic en directe de "extres majoritàriament sindicals, [que eren] COVID seleccionats i contractats per l'esdeveniment".

## Repartiment

### Repartiment principal
- Jennifer Aniston
- Courteney Cox
- Lisa Kudrow
- Leblanc mat
- Matthew Perry
- David Schwimmer

### Productors originals de l'espectacles
- Kevin S. Brillant
- David Grua
- Marta Kauffman

## Emissió
El retrobament especial estava previst el 27 de maig de 2020 a HBO Max, juntament amb els altres 236 episodis de la sèrie original que ja estan disponibles.
El 13 de maig del 2021, un teaser va anunciar l'especial del retrobament, amb la data definitiva del 27 de maig del 2021, a HBO Max.
L'especial també es va llançar internacionalment simultàniament amb el llançament als Estats Units a Sky One i Now al Regne Unit, Foxtel Now i Binge a Austràlia, TVNZ 2 i TVNZ OnDemand a Nova Zelanda, i ZEE5 a l'Índia. Als Països Catalans es pot trobar a la plataforma d'streaming HBO.

## Recepció
A Rotten Tomatoes, l'especial té una qualificació d'aprovació del 65% basada en 20 comentaris, amb una puntuació mitjana de 6,7 / 10. A Metacritic, l'especial té una puntuació mitjana ponderada de 69 sobre 100, que indica "crítiques generalment favorables" basades en 19 crítics.